# جوکاماچی

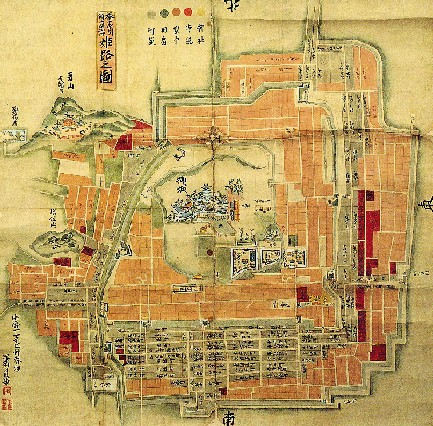
یک نقشه قدیمی که ساختار شهری یا جوکاماچی را در اطراف قلعه هیمه‌جی نشان می‌دهد.

جوکاماچی (به ژاپنی: 城下町 Jōkamachi) یا شهرهای قلعه‌ای ژاپنی به نوعی ساختارهای شهری در ژاپن گفته می‌شود که در اطراف یک قلعه ژاپنی فئودالی قبل از دوره ادو ساخته می‌شد.